# Carla Bodendorf
Carla Bodendorf (ur. 13 sierpnia 1953 w Eilsleben) – wschodnioniemiecka lekkoatletka specjalizująca się w biegach sprinterskich, złota medalistka letnich igrzysk olimpijskich w Montrealu (1976) w sztafecie 4 × 100 metrów.

## Sukcesy sportowe
- mistrzyni Niemieckiej Republiki Demokratycznej w biegu na 200 m – 1975[1]

| Rok  | Miasto   | Zawody               | Konkurencja                      | Wynik                  |
| ---- | -------- | -------------------- | -------------------------------- | ---------------------- |
| 1976 | Montreal | igrzyska olimpijskie | sztafeta 4 × 100 m bieg na 200 m | złoty medal 4. miejsce |
| 1978 | Praga    | mistrzostwa Europy   | sztafeta 4 × 100 m bieg na 200 m | brązowy medal          |

## Rekordy życiowe
- bieg na 100 metrów – 11,22 – Karl-Marx-Stadt 29/08/1976
- bieg na 200 metrów – 22,64 – Montreal 28/07/1976